# Capitolio del Estado de Alaska
El Capitolio del Estado de Alaska (en inglés Alaska State Capitol) es un edificio ubicado en Juneau, la capital del estado de Alaska (Estados Unidos). Alberga las oficinas del gobernador y del vicegobernador, así como la Legislatura de Alaska. Fue inaugurado el 14 de febrero de 1931 como edificio federal.

## Historia
Tras la compra de la América rusa, la ciudad de Sitka se convirtió en la capital territorial en 1867. Después de que la capital fue trasladada a Juneau, la Legislatura se reunió en habitaciones alquiladas por la ciudad.
La construcción de un edificio del capitolio fue financiada en parte por el Congreso de los Estados Unidos, que no aportó fondos para el terreno. Los ciudadanos locales lograron pagar el resto del costo de la tierra. La construcción del edificio comenzó el 18 de septiembre de 1929 y terminó el 2 de febrero de 1931. El edificio, originalmente llamado Federal and Territorial Building, fue inaugurado el 14 de febrero de 1931. Recibió servicios federales hasta 1959, cuando la Ley de Estado de Alaska otorgó permiso a Alaska para establecerse en el edificio.
Se ha intentado sin éxito reubicar el capitolio. Estos intentos comenzaron ya en 1960, cuando fracasó una propuesta para trasladar al gobierno al área de Cook Inlet. El intento más reciente fue en 2002.

## Arquitectura e interior

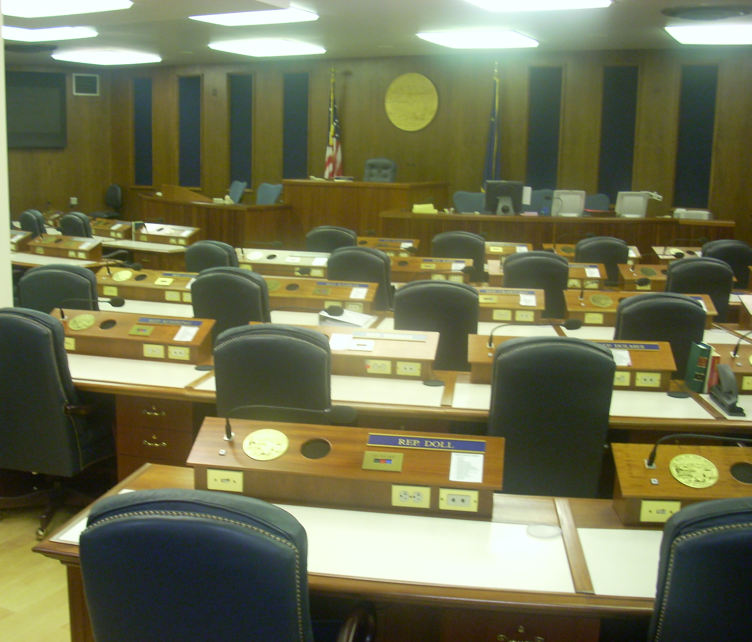
La sala de la Cámara de Representantes

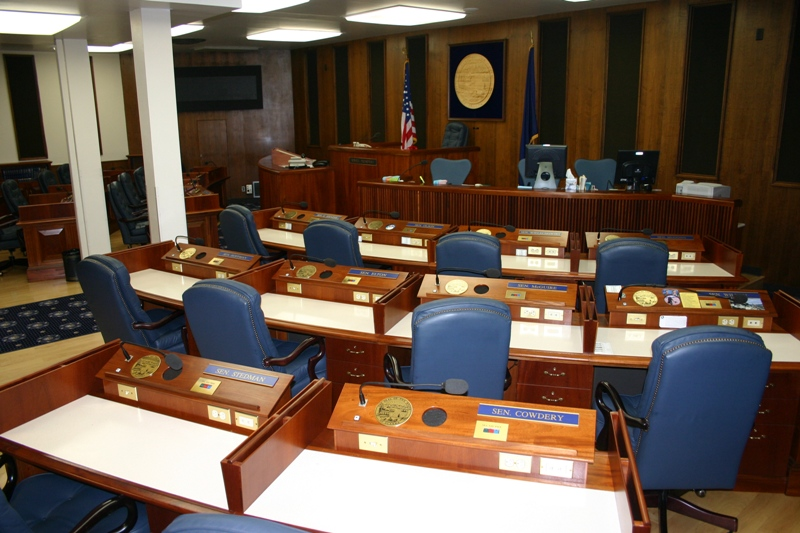
La sala del Senado

El edificio fue diseñado por James A. Wetmore. Tiene seis pisos de altura y está hecho de hormigón armado revestido de ladrillo, con una fachada de piedra caliza de Indiana en los dos primeros pisos. El pórtico tiene cuatro columnas de mármol Tokeen de la isla Príncipe de Gales, que también se utiliza para el acabado interior. Debido a que carece de los grandes terrenos ajardinados de la mayoría de los capitales estatales, luce como un edificio de oficinas. Es uno de los once capitales estatales (junto con los de Florida, Hawái, Luisiana, Nuevo México, Nueva York, Dakota del Norte, Ohio, Oregón, Tennessee y Virginia) que no cuentan con cúpula.
Fuera del edificio hay una réplica de la Campana de la Libertad, del tipo que el gobierno federal dio a todos los estados y territorios en 1950 para ayudar a recaudar apoyo para las campañas de bonos de ahorro.
El vestíbulo presenta murales de arcilla titulados Cosecha de la tierra y Cosecha del mar, que representan la caza y la pesca, así como un busto de la activista nativa de Alaska Elizabeth Peratrovich. Las oficinas y las salas de los comités llenan la planta baja y el primer piso.
El segundo piso alberga las salas del Senado y la Cámara de Representantes, así como las salas de los comités. Las paredes presentan el trabajo de los primeros fotógrafos de Juneau, Lloyd Winter y Percy Pond, y bustos de los dos primeros senadores estadounidenses de Alaska, Bob Bartlett y Ernest Gruening.

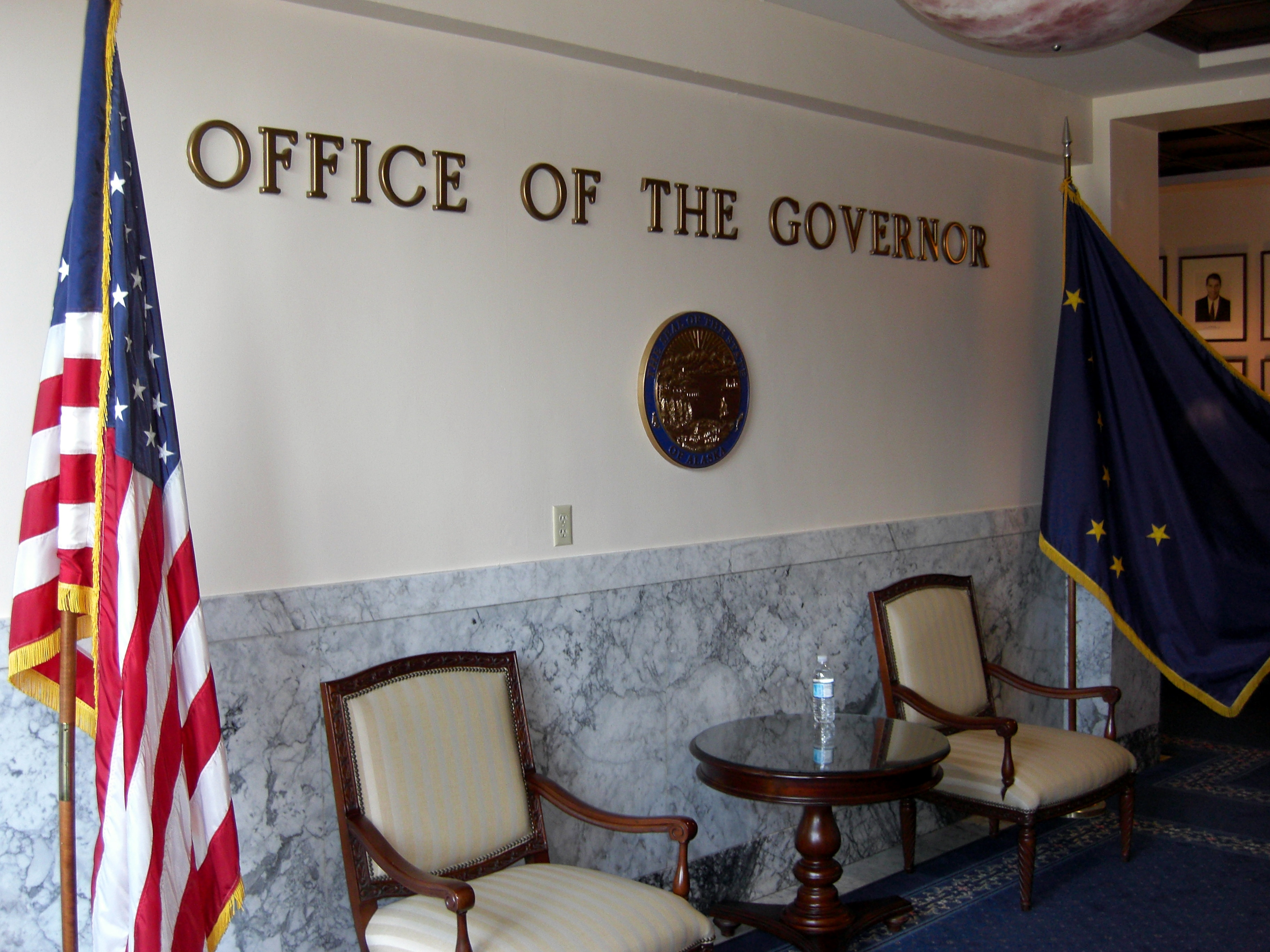
Despacho del gobernador

Las oficinas del gobernador de Alaska y del vicegobernador están en el tercer piso. Las puertas de la oficina ejecutiva están hechas de abedul negro, con tallas a mano que representan la industria de Alaska. En el Salón de Gobernadores cuelgan retratos de gobernadores y vicegobernadores de Alaska desde la era del Distrito de Alaska hasta el presente.
Más oficinas legislativas y salas de comisiones ocupan el cuarto piso. El quinto piso alberga comités de finanzas legislativas.
Muchas áreas del edificio han sido restauradas a su apariencia original de la década de 1930, especialmente en el segundo y quinto piso — este último originalmente tenía salas de audiencias federales.
En 2012, se emprendió un proyecto de 4 años y 33 millones de dólares para proporcionar mejoras sísmicas al edificio, así como para restaurar su apariencia original.